# Provinz Tambopata
Die Provinz Tambopata liegt in der Region Madre de Dios im Südosten von Peru. Die Provinz hat eine Fläche von 36.268 km². Beim Zensus im Jahr 2017 lebten 111.474 Menschen in der Provinz. Im Jahr 1993 lag die Einwohnerzahl bei 46.738, im Jahr 2007 bei 78.523. Verwaltungssitz ist die Stadt Puerto Maldonado. Im Südosten der Provinz liegt das Schutzgebiet Reserva Nacional Tambopata, im Westen der Provinz der Nationalpark Alto Purús.

## Geographische Lage
Die Provinz Tambopata liegt zentral in der Region Madre de Dios im Amazonastiefland. Sie besitzt eine Längsausdehnung in WNW-OSO-Richtung von etwa 410 km. Der Río Las Piedras durchfließt den Nordwesten der Provinz, der Río Madre de Dios, der Río Inambari sowie der Río Tambopata den Südosten der Provinz. Entlang der Südostgrenze verläuft der Río Heath.
Die Provinz Tambopata grenzt im Norden an die Provinz Tahuamanu, im Osten an Bolivien, im Süden an die Region Puno, im Südwesten an die Provinz Manu sowie im äußersten Westen an die Region Ucayali.

## Verwaltungsgliederung
Die Provinz Tambopata ist in vier Distrikte unterteilt. Der Distrikt Tambopata ist Sitz der Provinzverwaltung.
| Distrikt    | Verwaltungssitz             |
| ----------- | --------------------------- |
| Inambari    | Mazuko                      |
| Laberinto   | Puerto Rosario de Laberinto |
| Las Piedras | Las Piedras (Planchón)      |
| Tambopata   | Puerto Maldonado            |